# Mary Butts
Mary Butts, née le 13 décembre 1890 à Poole en Angleterre, morte le 5 mars 1937 à Penzance, également connue sous le nom Mary Rodker, est une écrivaine moderniste anglaise. Son œuvre est reconnue dans les revues littéraires comme The Bookman et The Little Review, ainsi que par les autres auteurs et les critiques modernistes, TS Eliot, HD et Bryher. Après sa mort, ses œuvres tombent dans l’oubli jusqu’à ce qu’elles commencent à être rééditées dans les années 1980,.

## Biographie
Mary Francis Butts naît le 13 décembre 1890 à Poole, dans le Dorset, en Angleterre. Elle est la fille du capitaine Frederick John Butts et de Mary Jane Briggs. Elle a un jeune frère, Anthony. Son arrière-grand-père est Thomas Butts (en), poète et artiste, ami de William Blake.
Elle grandit à Salterns, une maison du XVIIIe siècle surplombant le port de Poole, où elle contemple et admire des aquarelles de Blake dont son père a hérité. Son père meurt en 1905 ; elle est alors envoyée dans un internat à l'école pour filles Saint Leonard à Saint Andrews en Écosse, de 1905 à 1908. En 1906, sa mère vend les tableaux de Blake et se remarie en 1907. Mary Butts étudie de 1909 à 2012 au Westfield College de Londres, où elle prend pour la première fois conscience de ses sentiments bisexuels. Elle n'y obtient pas de diplôme, et elle est renvoyée pour avoir organisé un voyage pour assister au Derby d'Epsom. Elle étudie ensuite à la London School of Economics, dont elle sort diplômée en 1914.
Elle devient l'élève de l'occultiste Aleister Crowley. Elle travaille avec Crowley et d'autres étudiants sur son Magick (Livre 4), publié en 1912, pour lequel elle reçoit un crédit de co-auteur. Elle commence en 1916 à tenir son journal, qu'elle tiendra jusqu'à l'année de son décès.
Au début de la Première Guerre mondiale, elle vit à Londres où elle entreprend du travail social pour le conseil du comté de Londres à Hackney Wick, et elle entretient une relation lesbienne. Elle rencontre ensuite le poète moderniste John Rodker, un pacifiste caché à l'époque à Dorking avec son collègue poète et pacifiste Robert Trevelyan . Elle épousa Rodker en mai 1918 et donne naissance à leur fille, Camilla Elizabeth, en novembre 1920. Mary Butts adopte elle aussi la cause pacifiste de John Rodker. Elle l'aide à s'établir comme éditeur et, grâce à lui, elle rencontre plusieurs autres écrivains modernistes comme Ezra Pound, Wyndham Lewis, Ford Madox Ford, Roger Fry et May Sinclair. Peu après la naissance de sa fille, elle entame une liaison avec Cecil Maitland.
Au début des années 1920, Mary Butts séjourne surtout à Paris, où elle se lie d'amitié avec plusieurs écrivains et artistes, dont le peintre Cédric Morris et l'artiste, poète et cinéaste Jean Cocteau, qui illustrera son livre Lettres imaginaires en 1928. Au milieu de 1921, Mary Butts et Cecil Maitland passent environ douze semaines à l'abbaye de Thelema d'Aleister Crowley en Sicile ; elle en trouve les pratiques choquantes et en revient avec une dépendance à la drogue. En 1922 et 1923, elle passe des séjours avec Cecil Maitland près de Tyneham, dans le Dorset, et ses romans des années 1920 décrivent beaucoup de paysage du Dorset. Son recueil de nouvelles Speed the Plough and other stories est publié en 1923, suivi en 1925 par son premier roman, Ashe of Rings, publié par Robert McAlmon. Ashe of Rings est un roman contre la guerre avec des éléments surnaturels.
Elle divorce en 1927 de John Rodker. En 1928, Mary Butts publie Armed with Madness, un roman présentant une écriture moderniste expérimentale tournant autour de la légende du Graal. Elle épouse en 1930 l'artiste homosexuel William Park « Gabriel » Atkin ou Aitken (1897-1937). Elle se fait alors appeler Mme Aitken, mais conserve son nom de naissance pour ses écrits. Après avoir habité à Londres et à Newcastle, ils s'installent en 1932 à Sennen, sur la péninsule de Penwith, à la pointe occidentale des Cornouailles, mais leur mariage échoue en 1934,.
Mary Butts est une ardente défenseuse de la conservation de la nature, et elle attaque la pollution de la campagne anglaise dans ses brochures Avertissement aux randonneurs et Pièges pour les incroyants.
En 1933, à Sennen, elle est présentée au jeune romancier Frank Baker par George Manning-Sanders. Quelque temps plus tard, alors que Frank Baker est à Halamanning Valley avec son ami John Raynor, elle le revoit et ils deviennent amis. Ils sont membres de la congrégation de l'église Saint-Hilaire, où le P. Bernard Walke produit des pièces de Noël diffusées par la BBC.
Peu avant sa mort, elle travaille sur une biographie de l'empereur Julien l'Apostat. Elle meurt le 5 mars 1937, à quarante-six ans, à l'hôpital West Cornwall de Penzance, après une opération pour un ulcère gastrique perforé. Ses obsèques sont célébrées à l'église St Sennen de Sennen. Son autobiographie, The Crystal Cabinet, est publiée quelques mois après sa mort. Son frère Anthony se suicide en 1941 en se jetant par la fenêtre.

## Iconographie et postérité
Un portrait de Mary Butts est peint par Cedric Morris en 1924. Un portrait d'elle est réalisé par Jean Cocteau et reproduit comme frontispice de ses mémoires, The Crystal Cabinet.
Les manuscrits et les archives de Mary Butts sont conservés à la bibliothèque Beinecke de l'université de Yale. Sa biographie, par Nathalie Blondel, paraît en 1998.

## Œuvres publiées
- 1912 : Magick (Livre 4), par Aleister Crowley, Butts étant crédité de co-auteur.
- 1923 : Speed the Plough and other Stories.
- 1925 : Ashe of Rings.
- 1928 : Armed with Madness.
- 1928 : Imaginary Letters.
- 1932 : Death of Felicity Taverner.
- 1932 : Traps for Unbelievers.
- 1932 : Several Occasions.
- 1932 : Warning to Hikers.
- 1933 : The Macedonian [une étude sur le roi Alexandre de Macédoine].
- 1935 : Scenes from the Life of Cleopatra.
- 1937 : The Crystal Cabinet: My Childhood at Salterns [autobiographie].
- 1938 : Last Stories.

Beaucoup de ses écrits sont rassemblés et réédités par McPherson & Co :
- 1992 : The Taverner Novels: Armed with Madness & Death of Felicity Taverner, préface de Paul West, postface de Barbara Wagstaff.
- 1994 : The Classical Novels: The Macedonian and Scenes from the Life of Cleopatra, préface de Thomas McEvilley.
- 1998 : Ashe of Rings and Other Writings, préface de Nathalie Blondel.
- 2014 : The Complete Stories of Mary Butts, préface de John Ashbery, postface de Bruce R. McPherson.
- 2021 : The Collected Essays of Mary Butts, édité et présenté par Joel Hawkes, avec Bruce R. McPherson.